# Viracachá (ort)
Viracachá är en ort i Colombia.   Den ligger i departementet Boyacá, i den centrala delen av landet, 130 km nordost om huvudstaden Bogotá. Viracachá ligger 2 548 meter över havet och antalet invånare är 541.
Terrängen runt Viracachá är lite bergig. Runt Viracachá är det glesbefolkat, med 20 invånare per kvadratkilometer. Närmaste större samhälle är Tunja, 13,5 km nordväst om Viracachá. Trakten runt Viracachá består i huvudsak av gräsmarker.